# Lijst van burgemeesters van Zuid-Scharwoude
Dit is een lijst van burgemeesters van de voormalige Nederlandse gemeente Zuid-Scharwoude. In 1941 fuseerde Broek op Langendijk, Oudkarspel, Noord- en Zuid-Scharwoude tot de gemeente Langedijk.
| Ambtsperiode | Naam burgemeester                  | Partij of stroming | Bijzonderheden                                          |
| ------------ | ---------------------------------- | ------------------ | ------------------------------------------------------- |
| 18?? - 1849  | Jacob (J.) van Twuyver             |                    |                                                         |
| 1850 - 1869  | Klaas (K.) Muntjewerff             |                    | tevens burgemeester van Noord-Scharwoude (1852-1856)    |
| 1869 - 1880  | J. van Bommel                      |                    | tevens burgemeester van Broek op Langendijk (1864-1880) |
| 1880 - 1891  | H. van Twuyver                     |                    |                                                         |
| 1891 - 1893  | Johannes Reinhard Kist             |                    | later burgemeester van Ophemert                         |
| 1893 - 1917  | J.W.C. Kroon                       |                    |                                                         |
| 1917 - 1941  | Jhr. Albertus Lourens van Spengler |                    | tevens burgemeester van Noord-Scharwoude (1922-1941)    |